# Primer ministre de Guyana
El primer ministre és el cap de govern de Guyana.
Abans de la independència, el càrrec de cap de govern va rebre els títols, en anglès, de chief minister (el 1953), i premier (entre el 1961 i la independència, el 26 de maig de 1966. Els titulars del càrrec van ser: Cheddi Jagan (chief minister en 1953 i premier entre el 1961 i el 1964), i Forbes Burnham (premier entre 1964 i 1966).
Aquesta llista només compren los primers ministres des de 1966.
| Nom              | Imatge         | Inici del govern       | Fi del govern          |
| ---------------- | -------------- | ---------------------- | ---------------------- |
| Forbes Burnham   | Sense imatge   | 26 de maig de 1966     | 6 d'octubre de 1980    |
| Ptolemy Reid     | Sense imatge   | 6 d'octubre de 1980    | 16 d'agost de 1984     |
| Desmond Hoyte    | Sense imatge   | 16 d'agost de 1984     | 6 d'agost de 1985      |
| Hamilton Green   | Sense imatge   | 6 d'agost de 1985      | 9 d'octubre de 1992    |
| Sam Hinds        | Sam Hinds      | 9 d'octubre de 1992    | 17 de març de 1997     |
| Janet Jagan      | Sense imatge   | 17 de març de 1997     | 22 de desembre de 1997 |
| Sam Hinds        | Sam Hinds      | 22 de desembre de 1997 | 9 d'agost de 1999      |
| Bharrat Jagdeo   | Bharrat Jagdeo | 9 d'agost de 1999      | 11 d'agost de 1999     |
| Sam Hinds        | Sam Hinds      | 11 d'agost de 1999     | 20 de maig de 2015     |
| Moses Nagamootoo | Sense imatge   | 20 de maig de 2015     | actualitat             |